# Киселица (община Крива паланка)
Вижте пояснителната страница за други значения на Киселица.
Киселица (на македонска литературна норма: Киселица) е село в Северна Македония, в община Крива паланка.

## География
Селото е разположено в областта Славище по течението на река Добровница, северно от общинския център Крива паланка.

## История
В края на XIX век Киселица е българско село в Кривопаланска каза на Османската империя. Според статистиката на Васил Кънчов („Македония. Етнография и статистика“) от 1900 година Киселица е населявано от 420 жители българи християни.
Цялото християнско население на селото е под върховенството на Българската екзархия. По данни на секретаря на екзархията Димитър Мишев („La Macédoine et sa Population Chrétienne“) в 1905 година в Киселица има 304 българи екзархисти.
Според преброяването от 2002 година селото има 101 жители, всички северномакедонци.

## Личности
Родени в Киселица
- Яни Харизанов, български военен деец, младши подофицер, загинал през Междусъюзническа война[4]